# Zeven dagen lang
Zeven dagen lang is een Nederlandstalig folkrocklied van de vroege Nederpopgroep Bots. De melodie gaat terug op een Bretons volkslied, Son ar chistr. Verschillende groepen en artiesten hebben een versie van het lied opgenomen, al dan niet met de versie van Bots als voorbeeld.

## Oorsprong
De oorsprong van het lied ligt in 1928, toen twee Bretonse tieners, Jean Bernard en Jean-Marie Prima, liederen in hun moedertaal gingen improviseren om hun werk op het land minder eentonig te maken. Deze liederen zongen ze ook op bruiloften en dergelijke. Ze gebruikten hiervoor de oude traditie van voor- en nazang (in Bretagne bekend als Kan ha diskan), waarbij Jean de teksten voorzong en Jean-Marie ze herhaalde. Het lied is een ridée, een Bretonse reidans met zes tellen per maat.
In 1929, op de laatste dag van de dorstijd, kwam Jean met een kroes in de hand op Jean-Marie (bijgenaamd Laou, "Wim") af en zei "Yao jistr 'ta Laou", daarmee vragend of zijn vriend ook cider wilde. Deze uitroep inspireerde tot een heel lied, waarbij ook een melodie werd verzonnen. Op aanraden van de pastoor van Scaër werd het lied genoteerd. Het kwam bekend te staan (in het Standaardbretons) als son ar chistr, ofwel 'het ciderlied'.

## Vroege versies
De decennia daarop verwierf het lied grote populariteit, zij het voorlopig alleen in Bretagne. Volkskundigen konden tussen 1940 en 1941 vier verschillende versies op de plaat zetten. Deze veldopnames werden de jaren daarop ook op langspeelplaten uitgebracht. In de jaren zestig nam de belangstelling voor volksmuziek onder popmuzikanten (niet alleen in Frankrijk) hand over hand toe. Alan Stivell, een popartiest geboren in Riom in Auvergne maar van Bretonse afkomst, leerde zo het lied van deze platen kennen. Hij nam in 1970 als eerste een folkrockversie op.
Stivell was een bekendheid in de folkscene en zijn liederen, waaronder Son ar chistr, werden gretig gecoverd.

## Zeven dagen lang
Geen van de coverversies behaalde echter grote bekendheid in Nederland totdat Bots het lied in 1976 oppakte en van een eigen, Nederlandstalige tekst voorzag. Deze tekst was geen vertaling; hij behield weliswaar het drankthema maar had, zoals al het werk van Bots, een politieke lading. Dit blijkt het duidelijkst uit strofen als Eerst moeten we vechten, niemand weet hoelang/ Eerst moeten we vechten voor ons belang. 
In Nederland was de plaat op vrijdag 11 juni 1976 Veronica Alarmschijf op Hilversum 3 en werd een grote hit. De plaat bereikte de 23e positie in de Nederlandse Top 40 en de 17e positie in de Nationale Hitparade. Tevens stond de plaat wekenlang genoteerd in de destijds pas gestarte TROS Europarade. Hiermee werd het de enige echte hit van de groep in Nederland.
Al een jaar later, in 1977, kwam de Duitse Oktoberklub, net als Bots een band uit het linkse milieu, met een vertaling: Was wollen wir trinken. De bekendheid van dit lied bracht Bots ertoe hun lied zelf in het Duits uit te brengen, als Sieben Tage lang (maar met dezelfde tekst). De band begon daarna aan een bloeiende carrière in Duitsland.
Beide tekstversies zijn sindsdien vele malen gecoverd. In Nederland werd de versie van Rapalje, getiteld Wat zullen we drinken, populair. Deze folkband op Keltische leest ontdeed het lied van zijn politieke lading en voegde drie coupletten van eigen hand toe. Het Duitse lied is onder meer gecoverd door De Höhner, In Extremo , DArtagnan  en Tom Angelripper.
Een Engelse vertaling, All for one, werd door Blackmore's Night op de plaat gezet. Jaren later is de versie van Bots inmiddels een "Nederpop klassieker" en staat ook regelmatig genoteerd in de NPO Radio 2 Top 2000.

## Andere versies
Nog verschillende andere bands hebben een versie opgenomen die noch de Bretonse tekst, noch de tekst van Bots gebruikt. Zo gebruikte de Duitse raveband Scooter de melodie voor het lied How much is the fish. De Italiaanse zanger Angelo Branduardi gebruikte de melodie voor zijn lied Gulliver. In 2017 nam Eluveitie uit Zwitserland een gallisch-etruskische versie genaamd LVGVS op, die qua melodie deels gebaseerd was op Zeven dagen lang (het refrein had een afwijkende melodie). Een andere versie is het frenchcorenummer Wat zullen we drinken van SEFA uit 2018. In 2022 bracht de Duitse folkrockband dArtagnan samen met Candice Night een versie uit onder de naam We're gonna be drinking.

## NPO Radio 2 Top 2000
| Nummer met noteringen in de NPO Radio 2 Top 2000 | '99  | '00 | '01 | '02 | '03 | '04 | '05 | '06 | '07 | '08 | '09  | '10  | '11  | '12  | '13  | '14  |
| ------------------------------------------------ | ---- | --- | --- | --- | --- | --- | --- | --- | --- | --- | ---- | ---- | ---- | ---- | ---- | ---- |
| Zeven dagen lang (Bots)                          | 1064 | -   | 750 | 589 | 683 | 719 | 597 | 883 | 581 | 669 | 1626 | 1404 | 1427 | 1366 | 1499 | 1863 |

1. ↑  Een '-' betekent dat het nummer niet was genoteerd en een vetgedrukt getal geeft de hoogste notering aan.
2. ↑  Deze tabel is bijgewerkt tot en met de laatste editie (2024).